# تاریخ ماد
تاریخ ماد نام کتابی است دربارهٔ قوم ماد به قلم ایگور میخایلوویچ دیاکونوف که نخستین بار ترجمهٔ فارسی آن در سال ۱۳۴۵ در تهران به چاپ رسید. ایگور میخایلوویچ دیاکونوف متخصص لغت‌شناس و تاریخ خاور باستانی و کارمند ارشد موزهٔ ارمیتاژ و استاد علوم تاریخ و عضو افتخاری انجمن آسیایی سلطنتی بریتانیا و صاحب تألیفات فراوان در تاریخ مشرق کهن و فقه‌اللغه و زبان‌های اکدی، سومری، اورارتویی و غیره است که در شعبهٔ انستیتوی اقوام آسیایی فرهنگستان علوم شوروی سابق در لنینگراد مقام ارجمندی دارد.

## سخنی از مؤلف
در دوران باستان دولت ماد و ماننا - سلف آن - پادشاهی‌های معظمی را تشکیل می‌دادند. پادشاهی ماد، با این‌که دیری نپایید، وظیفهٔ تاریخی مهمی داشت. ماد یوغ آشور را که به تقریب سراسر آسیای غربی را تحت سلطهٔ خویش داشت، برانداخت و هجوم اسکیت‌ها را دفع نمود و اقوامی چند را که به حالت بدویت می‌زیستند وارد دایرهٔ مدنیت ساخت و مطیع نظامات دولتی کرد. ظاهراً تعالیمی که بعد مبنای زرتشت قرار گرفت و در تکامل معتقدات و افکار مردم جهان باستان نقش مهمی ایفا نمود، در خطهٔ پادشاهی ماد تکوین و بسط یافت.

## اهتمام مؤلف
وی به تألیف این کتاب همت ساخت و به نقد سندهای معلوم و تطبیق آن‌ها با مدارک باستان‌شناسی و لوح‌های نوگشوده و استنتاج منطقی از مجموع پرداخت و حاصل کوشش وی، کتابی است که به نام تاریخ ماد. کتاب حاضر باید تا حدّی به پاره‌ای مسائل یاد شده پاسخ دهد.